# Abandon
Mit Abandon (frz.) bezeichnet man den Verzicht auf ein Recht, um einer damit verbundenen Pflicht zu entgehen.
Beispiele sind:
- im Abandonrecht: die Hingabe eines GmbH-Geschäftsanteils gegen die Befreiung von der Nachschusspflicht
- im Versicherungswesen: Die Eigentumsabtretung eines havarierten oder verschollenen Schiffes gegen Zahlung der vollen Versicherungssumme gilt ebenfalls als Abandon
- im Transportversicherungsrecht: Zahlung der vereinbarten Versicherungssumme durch den Transportversicherer an den Versicherungsnehmer im Falle eines Transportschadens. Dadurch befreit sich der Versicherer von allen anderen möglichen Verbindlichkeiten aus dem Versicherungsfall. Dieses Recht erlischt jedoch, falls nicht der Versicherer innerhalb 1 Woche nach Kenntniserlangung vom Versicherungsfall und dessen unmittelbaren Folgen die Absicht zum Abandon dem Versicherungsnehmer mitteilt. Alle Forderungen, die bis zum Zugang dieser Mitteilung an den Versicherungsnehmer entstanden sind, sind aber noch zusätzlich vom Versicherer zu übernehmen. [§ 141 des dt. Versicherungsvertragsgesetzes -VVG- (in der seit dem 1. Januar 2008 geltenden Fassung)]. Bei Vereinbarung der „DTV-Güterversicherungsbedingungen 2000 in der Fassung 2008 (DTV-Güter 2000/2008)“ des Gesamtverband der Deutschen Versicherungswirtschaft erwirbt der Versicherer nach dessen Ziffer 19.4 jedoch keine Rechte an den versicherten Gütern.